# Max Schottelius
Max Schottelius (* 15. November 1849 in Braunschweig; † 12. Oktober 1919 in Überlingen) war ein deutscher Mediziner und Hochschullehrer.

## Leben
Max Schottelius studierte Medizin. An der Universität Tübingen schloss er sich 1873 dem Corps Borussia an. In Würzburg gehörte er zu den Schülern von Eduard von Rindfleisch. 1874 wurde er zum Dr. med. promoviert. 1879 habilitierte er sich für pathologische Anatomie an der Universität Marburg. 1881 wurde er dort zum außerordentlichen Professor berufen. 1885 erhielt er in Marburg die Lehrbefugnis für Hygiene. 1889 übernahm er als ordentlicher Professor der Universität Freiburg im Breisgau die Leitung des dort neu gegründeten Instituts für Hygiene.

## Auszeichnungen
1889 wurde er zum Mitglied der Deutschen Akademie der Naturforscher Leopoldina gewählt. Max Schottelius wurde zum Geheimen Hofrat ernannt.

## Schriften
- Sectionstafeln mit erläuterndem Text, 1878
- Untersuchungen über physiologische und pathologische Texturveränderungen der Kehlkopfsknorpel, 1879
- Ueber einseitige Hydronephrose, 1877
- Ueber Inhalationspneumonie, 1878
- Zur Aetiologie einfacher Kehlkopfgeschwüre und deren Verhältniss zur Tuberkulose, 1880
- Ueber Tuberculose, 1883
- Zum mikroscopischen Nachweis von Cholerabacillen in Dejectionen, 1885
- Biologische Untersuchungen über den Mikrococcus prodigiosus, 1887
- Untersuchungen über die desinficirende Wirkung der Theerproducte, 1890
- Die Aufgaben der öffentlichen Gesundheitspflege, 1891
- Denkschrift zur Einweihung des neuen hygienischen Instituts der Universität Freiburg im Breisgau, 1897
- Die Bedeutung der Darmbacterien für die Ernährung, 1898
- Bakterien, Infektionskrankheiten und deren Bekämpfung, 1909 (2. Auflage)
- Land- und Verkehrshygiene, 1914